# Palliduphantes angustiformis
Palliduphantes angustiformis är en spindelart som först beskrevs av Simon 1884.  Palliduphantes angustiformis ingår i släktet Palliduphantes och familjen täckvävarspindlar. Inga underarter finns listade i Catalogue of Life.